# الكسندر دويل
الكسندر دويل (بالإنجليزية: Alexander Doyle)‏ هو نحات أمريكي، ولد في 1857 في ستوبنفيل في الولايات المتحدة، وتوفي في 1922.